# Parafia Wniebowzięcia Najświętszej Maryi Panny w Bystrzycy Górnej
Parafia Wniebowzięcia Najświętszej Maryi Panny w Bystrzycy Górnej znajduje się w dekanacie świdnickim zachodnim w diecezji świdnickiej. Była erygowana w XIV w. Jej proboszczem jest ks. Tomasz Federkiewicz.